# Camptotypus sellatus
Camptotypus sellatus là một loài tò vò trong họ Ichneumonidae.